# Трайгера
Трайгера (валенс. Traiguera, ісп. Traiguera) — муніципалітет в Іспанії, у складі автономної спільноти Валенсія, у провінції Кастельйон. Населення — 1701 особа (2010).

## Географія
Муніципалітет розташований на відстані близько 340 км на схід від Мадрида, 65 км на північний схід від міста Кастельйон-де-ла-Плана.
На території муніципалітету розташовані такі населені пункти: (дані про населення за 2010 рік)
- Фуенте-де-ла-Салуд: 1 особа
- Масія-Авенк: 0 осіб
- Трайгера: 1700 осіб

## Демографія
Динаміка населення (INE ):

## Галерея зображень

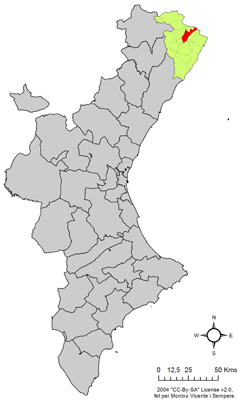
Розташування муніципалітету Трайгера у автономній спільноті Валенсія
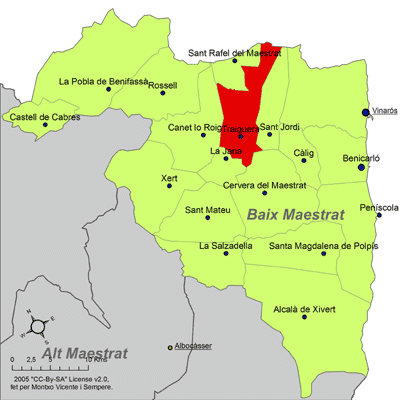
Розташування муніципалітету Трайгера у комарці Бахо-Маестрасго